# Källemo

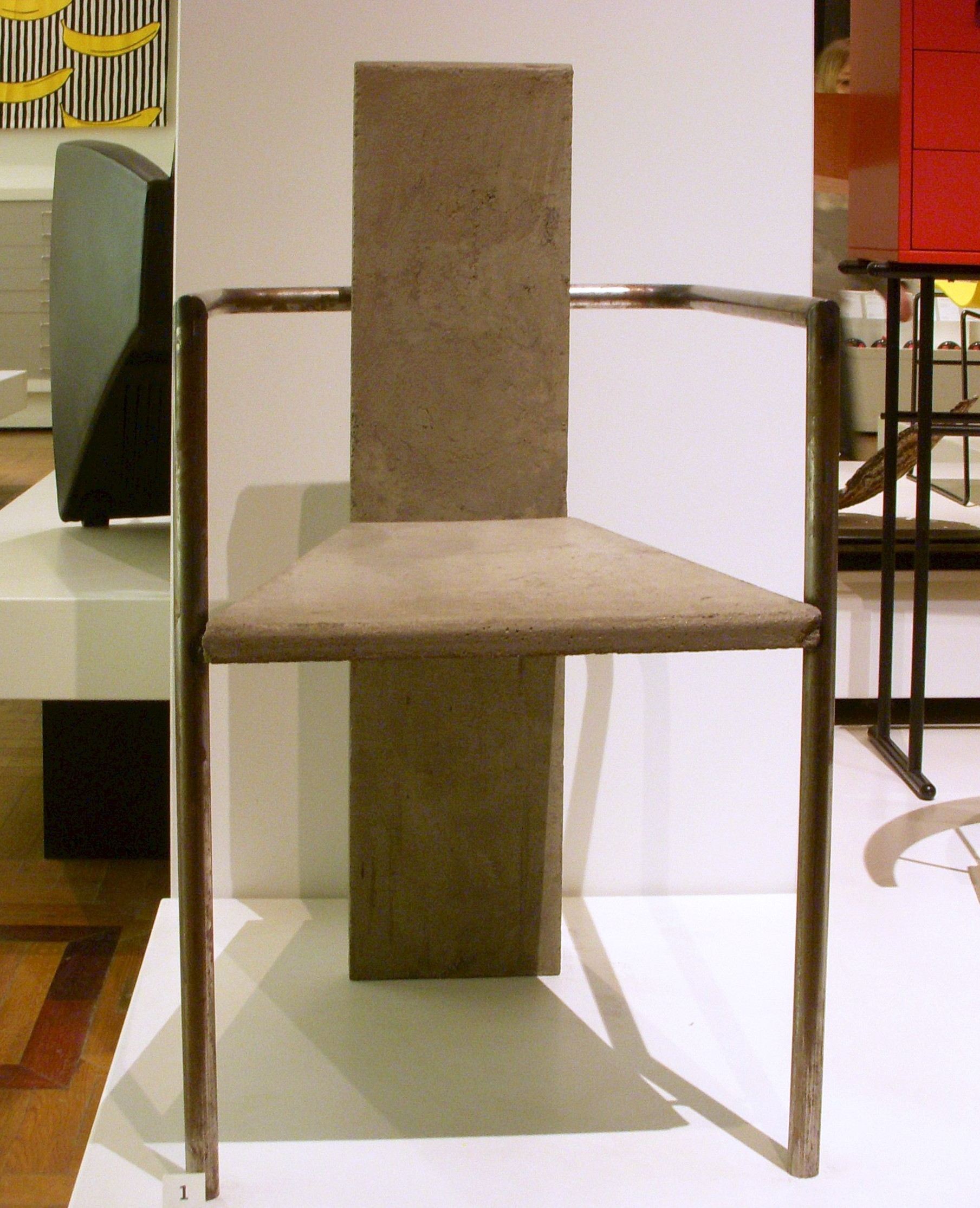
Källemo har bland annat tillverkat Jonas Bohlins stol Concrete.

Källemo, egentligen Collection Källemo AB, är ett möbelföretag med säte i Värnamo i Småland. Det grundades 1947 i Vaggeryd. År 1971 övertogs företaget av Sven Lundh och idag är dottern Karin Lundh vd för företaget. På 1970-talet samarbetade företaget med bland annat de danska arkitekterna John Vedel-Rieper och Knud FærchUnder. Bland senare formgivare knutna till Källemo märks John Kandell, Jonas Bohlin, Mats Theselius, Sigurdur Gustafsson, Anna Kraitz, Ernst Billgren, Mattias Ljunggren och Johan Linton. Källemo har även nytillverkat stolar av Carl-Axel Acking, Gunnar Asplund och Erik Chambert.